# Kirchdach
Kirchdach är en bergstopp i Österrike.   Den ligger i distriktet Innsbruck-Land och förbundslandet Tyrolen, i den västra delen av landet, 400 km väster om huvudstaden Wien. Toppen på Kirchdach är 2 840 meter över havet, eller 485 meter över den omgivande terrängen. Bredden vid basen är 6,2 km.
Terrängen runt Kirchdach är huvudsakligen bergig. Närmaste större samhälle är Neustift im Stubaital, 5,8 km norr om Kirchdach. 
Trakten runt Kirchdach består i huvudsak av gräsmarker. Runt Kirchdach är det ganska tätbefolkat, med 80 invånare per kvadratkilometer.